# Carl Kricheldorf
Carl Kricheldorf (auch: Karl Kricheldorff) (* 25. Mai 1863 in Celle; † 1934 in München) war ein deutscher Maler.

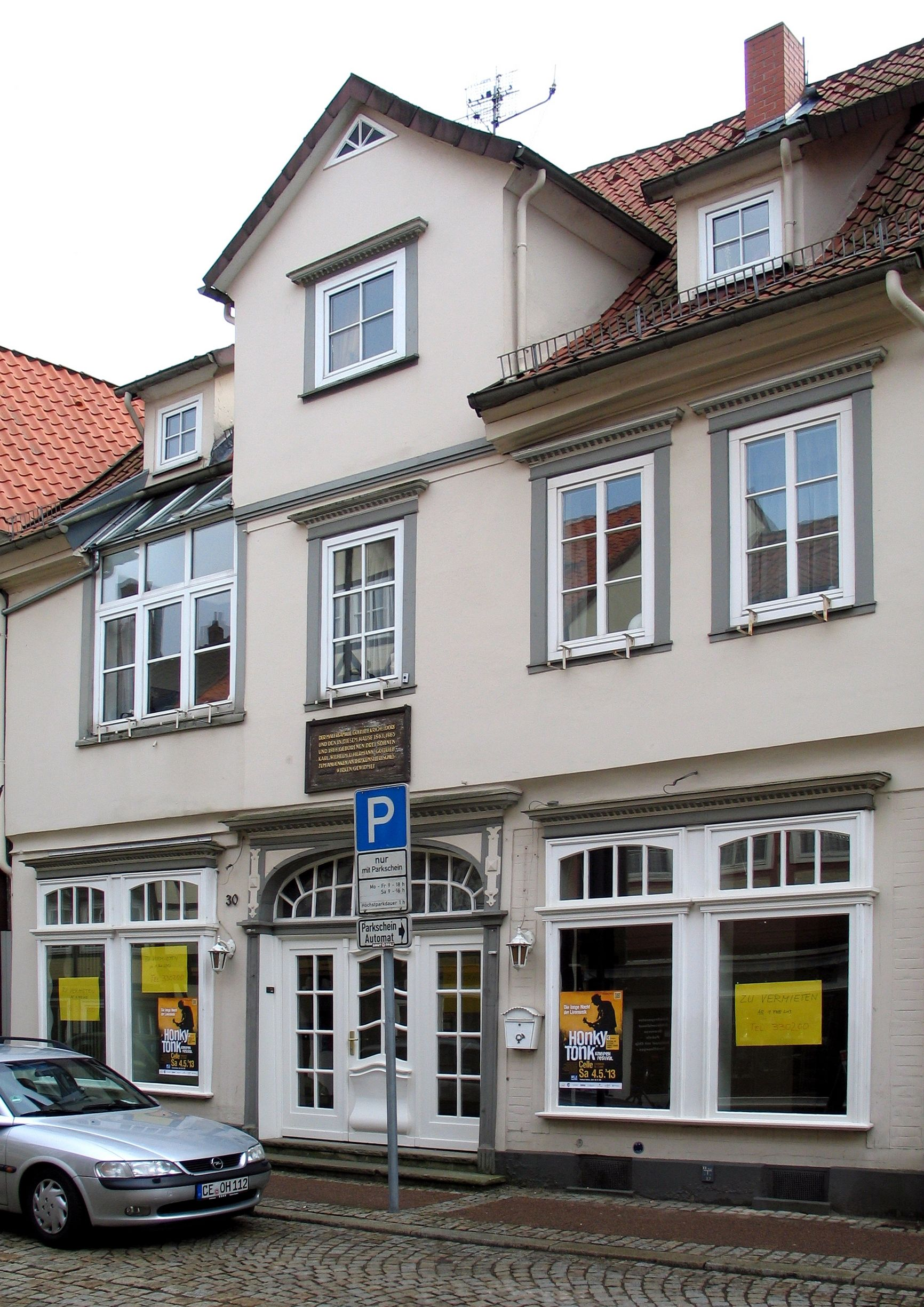
Kricheldorfs Geburtshaus

## Biografie
Carl Kricheldorf wurde als Sohn des Dekorationsmalers Gottlieb Kricheldorf in der Bergstraße 30 in Celle geboren. Er hatte zwei Brüder, Wilhelm und Hermann Gottlieb.
In der Werkstatt seines Vaters machte er zunächst eine Ausbildung. Danach begann er, ebenso wie seine beiden Brüder, ein Studium der Malerei an der Akademie der Bildenden Künste München. Seine Lehrmeister waren hier Johann Leonhard Raab, Gabriel von Hackl und Ludwig von Löfftz.

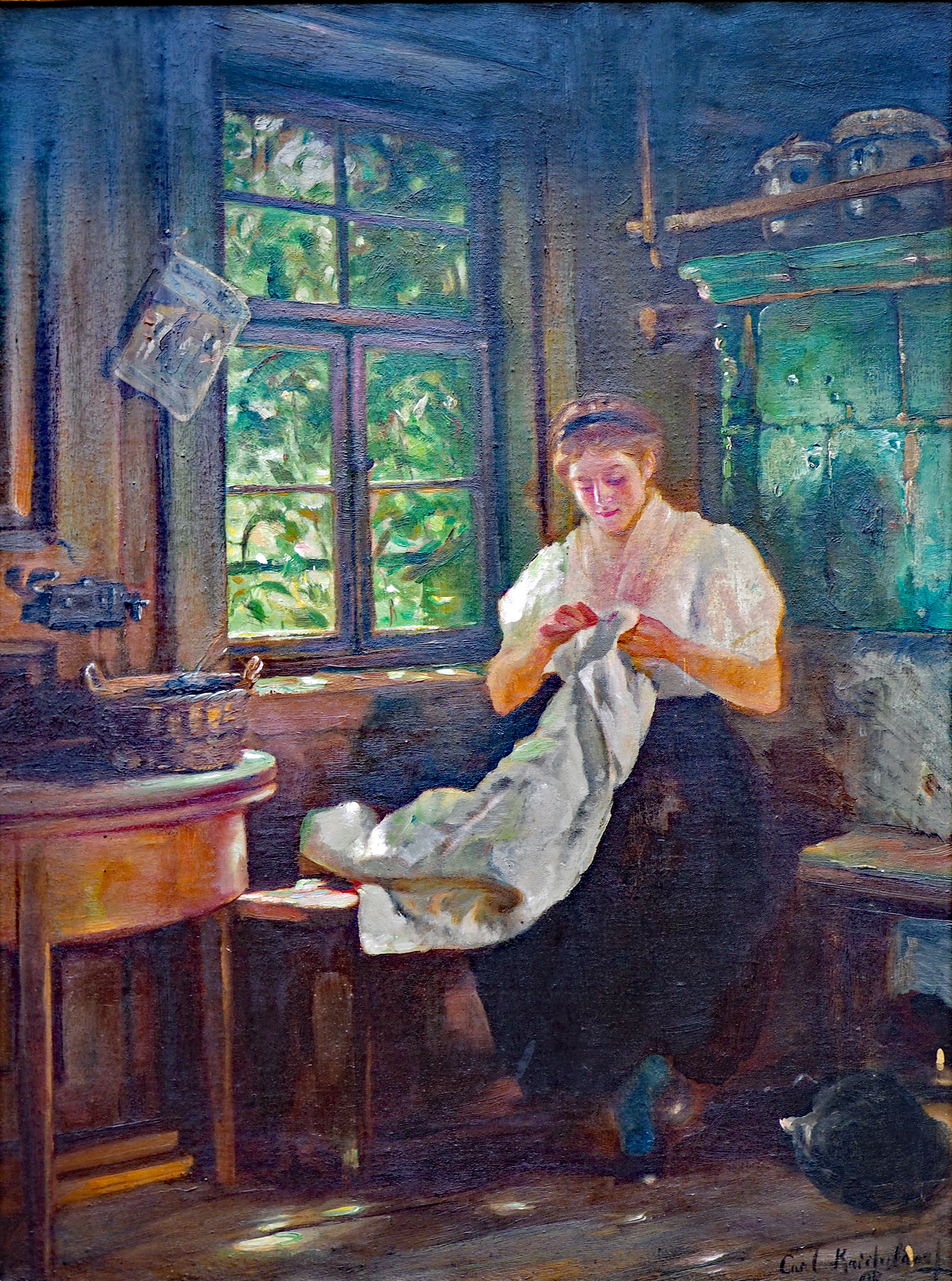
Mädchen im Schwarzwald

Nach seinem Studium wurden Kricheldorfs Bilder von der Genremalerei des Münchner Realismus geprägt. Von mehrfachen Reisen in die Lüneburger Heide zeugen viele seiner Motive. Von 1890 bis 1905 lebte und arbeitete er in England. Bei seinen späteren Reisen nach Tirol, in die Schweiz und das Elsass entstanden viele Landschaftsbilder von ihm. Kirchhoff erhielt auch zahlreiche Porträtaufträge. Unter anderem porträtierte er Ernst Walb, den Rektor der Universität Köln und Wilhelm Bomann, den Begründer des Bomann-Museums in Celle.